# Unsere Sonja Sonnenschein
Unsere Sonja Sonnenschein (im Original: Little Miss Sunshine) erschien 1983 und ist das vierte Buch der Kinderbuchserie Unsere kleinen Damen (im Original: Little Miss) von Roger Hargreaves. Es umfasst 32 Seiten und läuft unter der ISBN 978-3887270407.

## Handlung
Sonja Sonnenschein fährt mit dem Auto in die Ferien und kommt an einem Hinweisschild für den Ort Miseryland vorbei. Da sie dort noch nie war, beschließt sie, den Ort zu besuchen. Dort trifft sie einen Wächter und strahlt ihn mit einem großen Lächeln an. Dieser jedoch ergreift sie und bringt sie zum König von Miseryland, der niemals lacht. Da hat Sonja Sonnenschein eine Idee und geht mit dem König zurück zu ihrem Auto. Schließlich ändert sie das Hinweisschild Miseryland in Laughter Land und bricht in großes Gelächter aus. Daraufhin lacht auch der König.

## Hintergrund
Das Bild und der Name von Sonja Sonnenschein (Little Miss Sunshine) wurde als Vorlage für das Design von Bekleidung genutzt. Unsere Sonja Sonnenschein ist in verschiedenen Sprachen unter anderen Namen erschienen: Little Miss Sunshine (englisch), Madame Bonheur (französisch), Doña Sonrisas (spanisch), Mevrouwtje Zonnestraal (niederländisch), Η Κυρία Γελαστούλα (griechisch), 樂觀小姐 (taiwanisch), 밝아양 (koreanisch) und Menina Alegria (portugiesisch).